# Provencesångare
Provencesångare (Curruca undata) är en fågel i den idag uppdelade familjen Sylviidae. Den häckar i sydvästra Europa, från södra England och Italien ner mot Iberiska halvön, men även i Nordafrika. Olikt många andra sångare är den huvudsakligen stannfågel. Tillfälligt påträffas den norr om utbredningsområdet, med exempelvis fyra fynd i Sverige. Arten minskar relativt kraftigt i antal, så pass att IUCN kategoriserar den som nära hotad.

## Utseende och läte
Den adulta provencesångaren mäter ungefär 13 cm. Som många arter i familjen har honan och hanen väldigt distinkta fjäderdräkter. Hanen hos den här lilla arten har grå rygg och huvud, rödaktig undersida och röda ögon. Den röda halsen har vita fläckar. Honan är inte så kraftigt färgad, och hals och undersida är mer brungrå.
Sången består av snabba korta fraser med "knattrigt" kvitter uppblandade med visseltoner. Jämfört med sammetshättan är den snabbare med spädare röst men lägre tonhöjd. Lock- och oroslätet är ett typiskt strävt "tjääähr", medan varningslätet är ett smattrande "trry-tr'r'r'r'r".

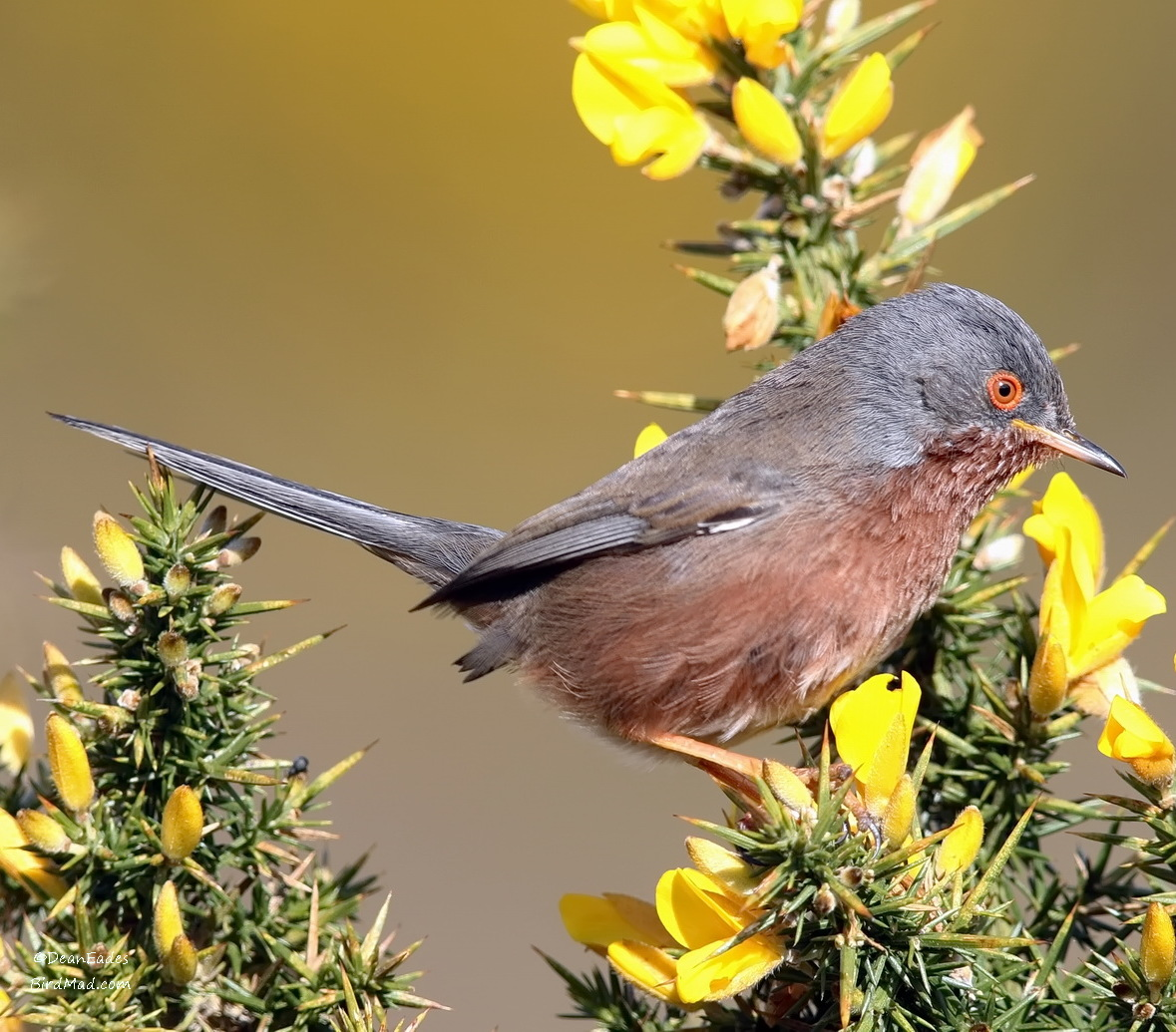
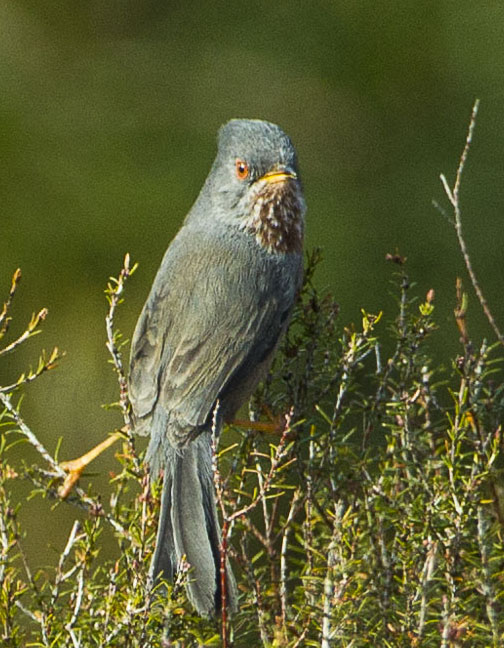
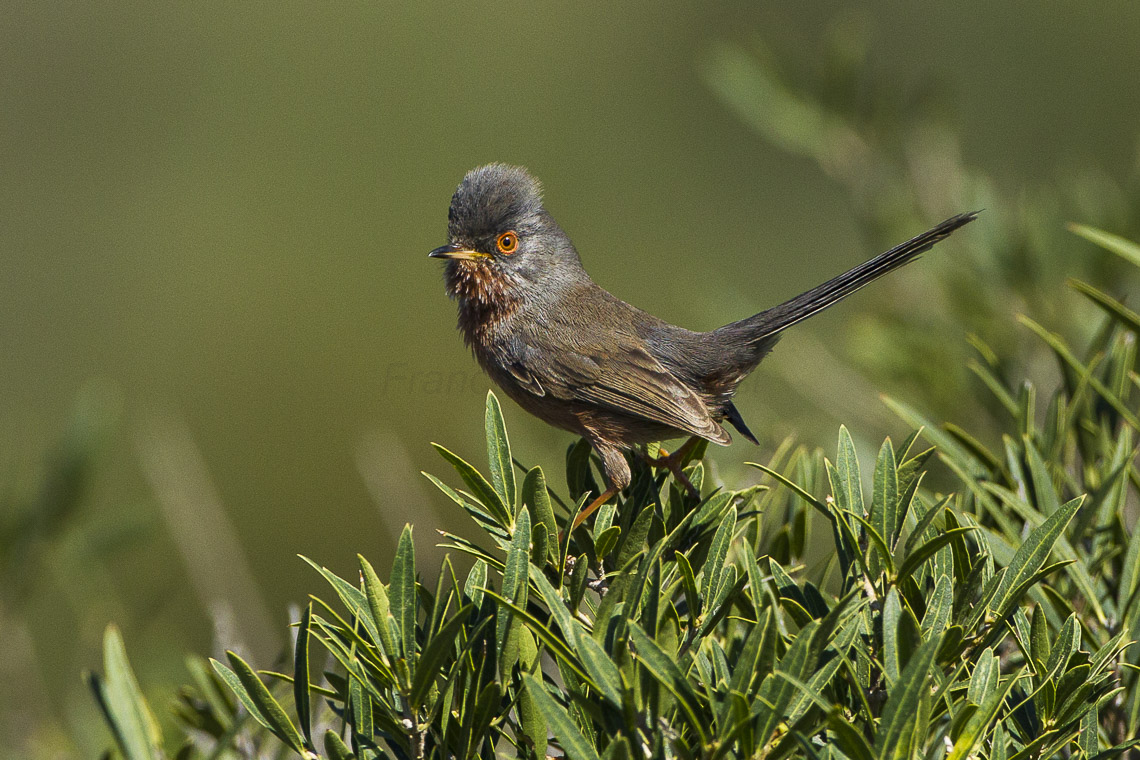
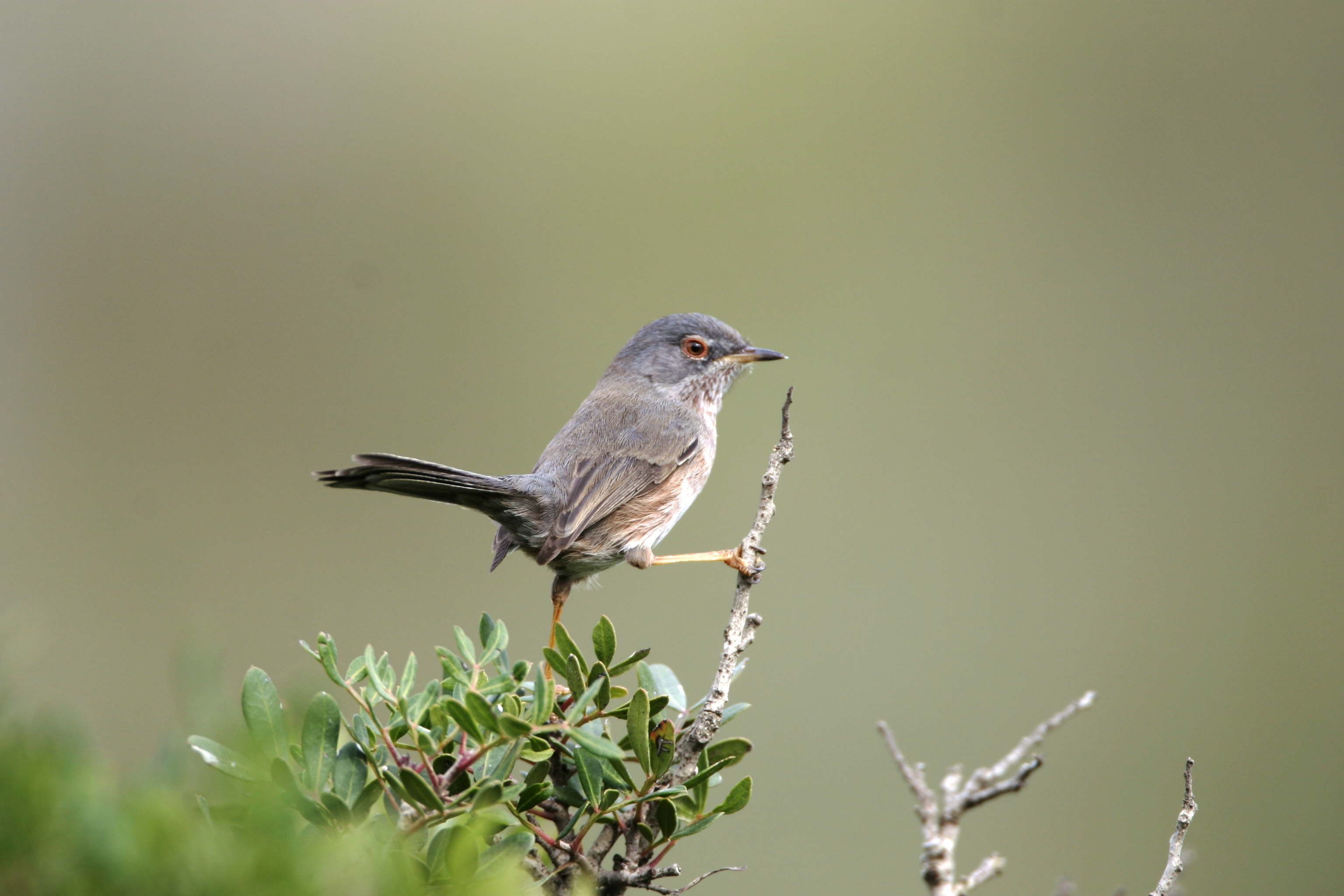

## Utbredning och systematik
Provencesångaren häckar i de varmare områdena i sydvästra Europa och nordvästra Afrika. Häckningsområdet ligger väster om en linje som sträcker sig från södra England till nedre Italien. Den är huvudsakligen en stannfågel men viss migration förekommer. Arten delas in i tre underarter med följande utbredning:
- Curruca undata dartfordiensis – södra England, västra Frankrike, nordvästra Spanien och norra Portugal
- Curruca undata undata – södra Frankrike, Korsika, Sardinien, Sicilien, Balearerna och Italien
- Curruca undata toni – Iberiska halvön samt kustnära Marocko, Algeriet och Tunisien

Provencesångaren har observerats fyra gången i Sverige, senast i Ottenby på Öland i maj 2011.

### Släktskap och släktestillhörighet
Arten placeras traditionellt i släktet Sylvia. Genetiska studier visar dock att Sylvia består av två klader som skildes åt för hela 15 miljoner år sedan. Sedan 2020 delar BirdLife Sverige och tongivande internationella auktoriteten International Ornithological Congress (IOC) därför upp Sylvia i två skilda släkten, varvid provencesångaren förs till Curruca. Även eBirds/Clements följde efter 2021. Provencesångaren är närmast släkt med balearisk sångare (C. balearica), men står också nära sardinsk sångare (C. sarda) och artparet glasögonsångare (C. conspicillata) och törnsångare (C. communis).

## Ekologi
Provencesångaren häckar på hedar, ofta nära kusten med ärttörnebuskar som den föredrar att placera sitt bo i. Liksom sina släktingar är provencesångaren huvudsakliga en insektsätare, men den äter även vissa bär. Boet byggs i en låg buske och honan lägger tre till sex ägg.

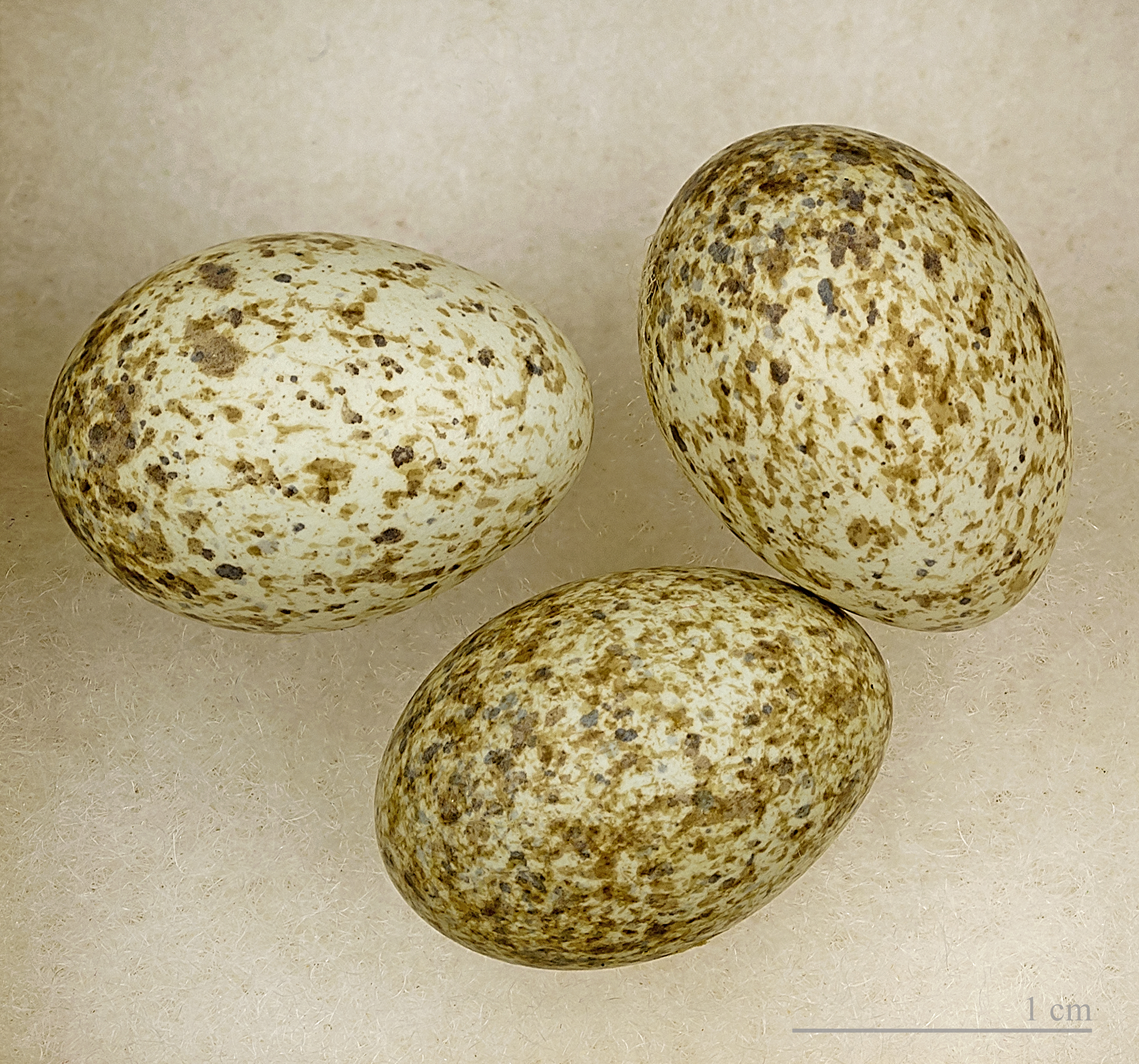
Ägg av provencesångare.

## Status och hot
Arten har ett stort utbredningsområde och en stor population, men tros minska i antal relativt kraftigt. IUCN kategoriserar därför arten som nära hotad (LC). I Europa tros det häcka mellan 630 000 och knappt 1,5 miljoner par. Europa antas omfatta 85 % av artens utbredningsområde, varför världspopulationen kan uppskattas till 1,9-4,4 miljoner individer.

## Taxonomi och namn
Provencesångaren beskrevs som art 1783 av Pieter Boddaert. Dess vetenskapliga artnamn undata är latin för "vågformad".